# Susann Uplegger

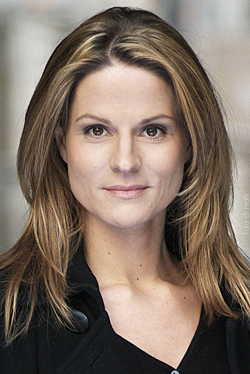
Susann Uplegger (2006)

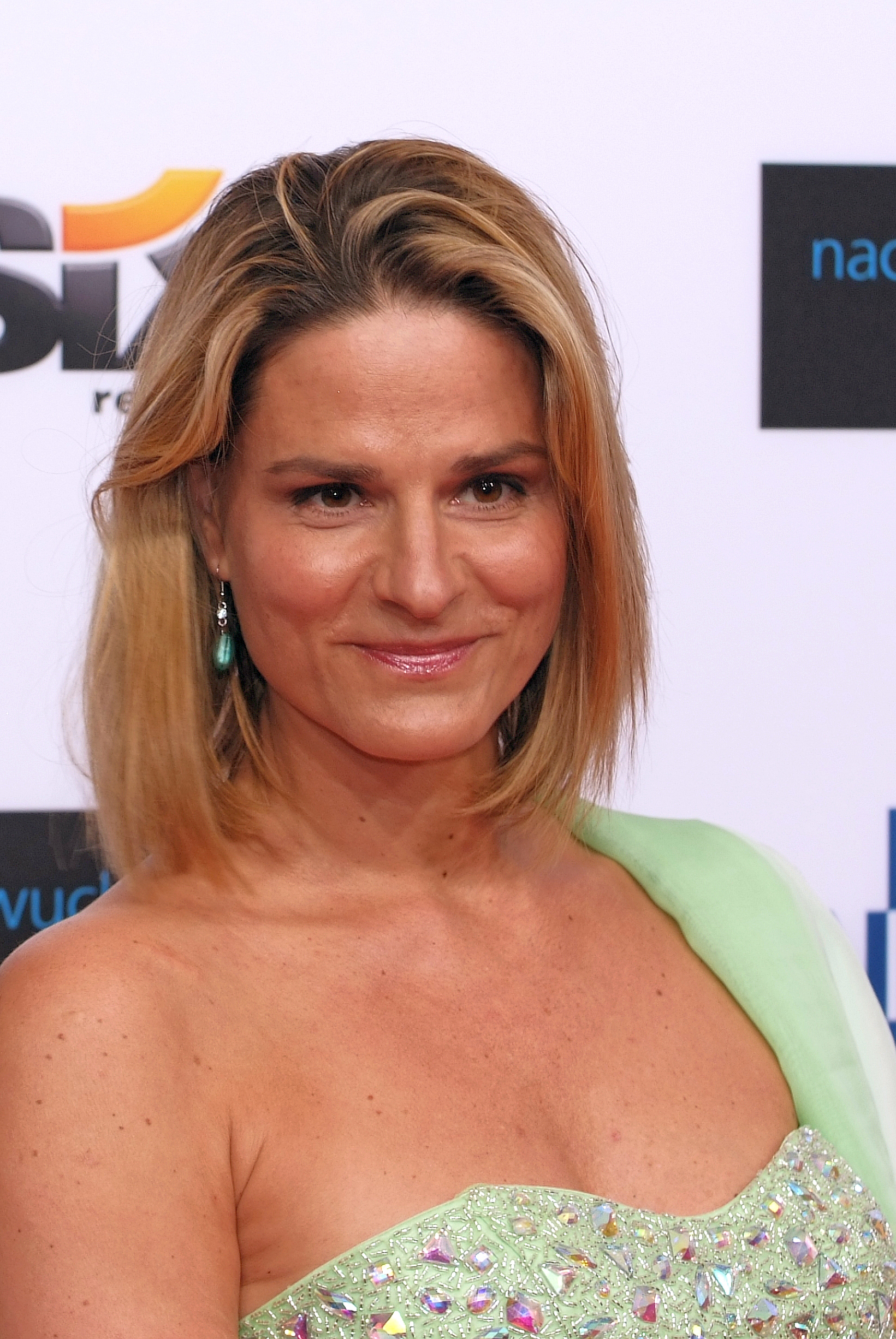
Susann Uplegger bei der Verleihung des Studio Hamburg Nachwuchspreises 2012

Susann Uplegger (* 14. Januar 1971 in Graal-Müritz) ist eine deutsche Schauspielerin.

## Ausbildung
Von 1984 bis 1987 besuchte Uplegger das R. Wagner-Régeny Konservatorium in Rostock und belegte das Hauptfach Bildende Kunst. 1989 legte sie ihr Abitur ab. Von 1986 bis 1988 absolvierte sie ein Abendstudium in Malerei an der Fachschule für angewandte Kunst Heiligendamm. 1989 begann sie ein Studium an der Theaterhochschule Hans Otto Leipzig, welches sie ab 1991 am Studio des Staatsschauspiel Dresden fortsetzte, sowie am Königlichen Konservatorium Lüttich, welches sie 1994 beendete.
Von 2009 bis 2016 studierte sie Rechtswissenschaften an der Humboldt-Universität zu Berlin, das Studium schloss sie 2018 mit dem 1. Staatsexamen ab.

## Theater
1991 ging sie nach Belgien ans Centre de Recherches et de Formations Théâtrales en Wallonie. Dort spielte sie in Faust und in Figaros Hochzeit.
In Deutschland spielte sie ab 1992 im Staatsschauspielhaus Dresden Theater (u. a. Spiels noch mal Sam und Deutsche Balladen).
2006 trat sie an der Seite von Jörg Schüttauf in dem Stück Tagträumer von William Mastrosimone auf. Nach einer Tour durch Deutschland gastierte das Stück unter der Regie von Karin Boyd in Berlin am Theater am Kurfürstendamm. Die zweite Tournee lief von November 2007 bis Januar 2008.
2014 spielte sie am Renaissance-Theater Berlin im Stück Die ideale Frau.

## Privates
Mit ihrer Zwillingsschwester hat sie in der DDR im Alter von sieben Jahren gemeinsam vor der Kamera gestanden. Sie posierten im Zekiwa-Katalog für Kinderwagen und Fahrräder.
2000 wurde Upleggers Tochter geboren. Vater der Tochter ist Regisseur Olaf Götz.

## Sonstiges
2005 nahm sie gemeinsam mit ihren Schauspielkollegen Nadine Warmuth, Sylwia von Wildburg, Egon Hofmann, Jost Pieper und Uta Prelle für einen guten Zweck am Walkathon Berlin teil.

## Filmografie

### Serien
- 1990: Barfuß ins Bett[3] (Folgen 7–9, 12)
- 1993: R.O.S.T.
- 1993: Geschichten aus der Heimat: Sommerausflug
- 1993: Ohne Schein läuft nichts (Folgen 7–8)
- 1993–1996: Der Fahnder (26 Folgen)
- 1994: Drei Mann im Bett: Der letzte Tango
- 1994: Wolffs Revier: Der Drahtzieher
- 1994–1998: SK-Babies (17 Folgen)
- 1996–2000: Alarm für Cobra 11 – Die Autobahnpolizei (2 Folgen)
- 1996: Ein Fall für zwei: Tödlicher Abschied
- 1997: Freunde fürs Leben: Treueschwüre, Sirenengesang
- 1997: Wildbach: Sabotage
- 1998: Der Fahnder: Gut oder Böse
- 1998/2001: Im Namen des Gesetzes (7 Folgen)
- 1999: Das Amt: Vaterfreuden
- 2000: SK Kölsch: Mietersorgen
- 2000: SOKO 5113: Mord mit den besten Aussichten
- 2000: OP ruft Dr. Bruckner: Invasion der Ratten
- 2000: Absolut das Leben
- 2000–2003: Wilde Engel (8 Folgen)
- 2003: Wolffs Revier: Heisse Suppe
- 2003: Küstenwache: Schicksalsschläge
- 2003: SOKO Leipzig: Toten schenkt man nichts
- 2003: Mit Herz und Handschellen: Eishockey
- 2004: Der Bulle von Tölz: Wenn die Masken fallen
- 2004: Ein Fall für zwei: Tödliche Betriebsfeier
- 2004: Ein Fall für zwei: Tod der Arztfrau
- 2004: In aller Freundschaft: Drei sind einer zuviel
- 2004–2006: Hinter Gittern – Der Frauenknast (34 Folgen)
- 2005: Kanzleramt: Feindliche Übernahme
- 2006: Löwenzahn: Tauchen – Bucht der versunkenen Schätze
- 2007: SOKO Wismar: Kochen, Flirten, Morden
- 2007: Löwenzahn: Sport – Die schweißtreibende Suche
- 2007: Familie Dr. Kleist: Mutterliebe
- 2008: Notruf Hafenkante: Ausgeschlossen
- 2008: Plötzlich Papa – Einspruch abgelehnt!: Der Elefantenmensch
- 2008: SOKO Leipzig: Zahltag
- 2011: Ein Fall für zwei: Tödliche Gier
- 2012: Der Staatsanwalt: Spiel des Todes
- 2013: Großstadtrevier: Tödliches Rampenlicht
- 2013: Großstadtrevier: Durch dick und dünn
- 2013: Großstadtrevier: Wer einmal zahlt zahlt immer
- 2013: Danni Lowinski: Zu dumm
- 2015: Alarm für Cobra 11 – Die Autobahnpolizei: Gestohlenes Leben
- 2016: In aller Freundschaft: Kleine Gesten[4]
- 2017: Die Kanzlei: Nacht und Nebel
- 2021: SOKO Wismar: Gemeiner Stechapfel
- 2024: Blutige Anfänger: Spiel, Satz und Mord

### Filme
- 1996: Sperling – Sperling und der falsche Freund
- 1998: Hand im Feuer
- 1999: Heimlicher Tanz
- 2000: www.mädchenkiller.de – Todesfalle Internet
- 2000: Tatort – Chaos
- 2000: Zurück auf Los!
- 2007: Die Deutschen – Robert Blum und die Revolution
- 2009: Engel sucht Liebe
- 2009: Tatort – Tod auf dem Rhein
- 2012: Tatort – Kinderland
- 2012: Dora Heldt – Bei Hitze ist es wenigstens nicht kalt[5]
- 2014: Frauen verstehen
- 2015: Nur nicht aufregen! (Fernsehfilm)
- 2016: Das Alter der Erde
- 2018: Kippa
- 2021: In Wahrheit: In einem anderen Leben

### Kino
- 1996: M. S. Murder, Deutscher Kurzfilmpreis, (1997)
- 2007: Zwischen heute und morgen (2009)
- 2016: Schubert in Love
- 2019: Der Boden unter den Füßen